# Arta, Djibouti
Arta   este un oraș  în partea de est a statului Djibouti, centru administrativ al regiunii Arta.